# Vuelo 5022 de Spanair
El vuelo 5022 de Spanair (JK5022) fue un vuelo doméstico regular de pasajeros entre Madrid-Barajas y Gran Canaria que sufrió un accidente justo después del despegue desde la pista 36L del Aeropuerto de Barajas a las 14:24 CEST (12:24 UTC) del 20 de agosto de 2008. El avión era un McDonnell Douglas MD-82 con matrícula EC-HFP. De los 172 pasajeros y tripulantes a bordo, 154 murieron y 18 sobrevivieron.
Cinco segundos después de que el avión despegara del suelo, se activó el sistema de aviso de entrada en pérdida y posteriormente, el de excesivo ángulo de alabeo. El avión se elevó hasta una altura de 40 pies (12 metros) del suelo, se desvió a la derecha, perdió altitud y se estrelló en las inmediaciones de la pista.
Fue el único accidente mortal de Spanair (parte del Grupo SAS) en los 25 años de historia de la compañía, y el 14.º accidente mortal y la 29.ª pérdida de aeronave que involucraba un avión de la serie MD-80. Fue el accidente de aviación en España con más muertos desde el vuelo 11 de Avianca de 1983 y es el cuarto peor accidente de la historia de la aviación española. 
La investigación de la Comisión de Investigación de Accidentes e Incidentes de Aviación Civil (CIAIAC) determinó que la causa principal del accidente fue un fallo humano: la tripulación se olvidó de desplegar los flaps y slats, hasta tres veces en diferentes listas de comprobación. Esto hizo que el avión entrara en pérdida justo después del despegue y los pilotos perdieran el control del aparato. Además, falló la alarma TOWS de la aeronave que debía haberles avisado sobre dicho olvido.
En diciembre de 2011, el juez que investigaba el caso llevó a juicio a dos técnicos de mantenimiento, que revisaron el aparato antes del accidente, acusados de homicidio imprudente y lesiones, pero en septiembre de 2012 la Audiencia Provincial de Madrid archivó la causa penal al considerar que la responsabilidad final del accidente fue de los pilotos.
En abril de 2021, una comisión de investigación del Congreso de los Diputados señaló responsabilidades políticas a las que acusó del fallo sistémico que provocó el accidente.
Fue el desastre aéreo más grave de 2008.

## Antecedentes
El avión, llamado «Sunbreeze», era un McDonnell Douglas MD-82. Había sido fabricado en 1993 con número de serie de fabricante 53148 y número de fuselaje 2072. En noviembre de 1993 había sido entregado a Korean Air, que lo matriculó en Corea del Sur inicialmente con la matrícula HL-7207 y posteriormente con HL-7548. En julio de 1999 pasó a formar parte de la flota de Spanair, que lo registró en España con la matrícula EC-HFP. El avión tenía dos motores Pratt & Whitney JT8D-219. Contaba con 167 asientos para pasajeros, 2 asientos para la tripulación de vuelo, 1 asiento de observador en la cabina de vuelo y 4 asientos para la tripulación de cabina de pasajeros.
El vuelo JK5022 de Spanair era un vuelo doméstico regular de pasajeros entre el Aeropuerto de Madrid-Barajas y el Aeropuerto de Gran Canaria. Era también un código compartido de la Star Alliance operado en nombre de Lufthansa como LH2554. El comandante tenía 39 años y acumulaba un total de 8.476 horas de vuelo. El copiloto tenía 31 años y contaba con 1.276 horas de vuelo. El aparato había realizado el primer trayecto del día con la misma tripulación, completando el viaje de Barcelona a Madrid sin novedades ni incidencias.

## Accidente

Localización del accidente

El vuelo JK5022 del 20 de agosto de 2008 transportaba a un total de 172 personas, de las que 166 eran pasajeros (cuatro de ellos tripulantes en movimiento) y seis tripulantes de vuelo. Tenía su hora programada de salida del Aeropuerto de Madrid-Barajas a las 13:00 CEST (11:00 UTC). A las 13:25 el avión estaba en la pista 36L con autorización para despegar cuando la tripulación detectó que la sonda de temperatura RAT (Ram Air Temperature) daba una indicación anormalmente alta. El comandante avisó de que el avión tenía una avería, suspendió el despegue y regresó a la plataforma para que los técnicos de la compañía la revisaran. Los pasajeros esperaron dentro del avión.
Los técnicos de mantenimiento confirmaron que el circuito de calefacción de la sonda RAT estaba averiado. Utilizaron hielo seco para enfriar el sensor. La lista de equipamiento mínimo MEL (Minimum Equipment List) permitía despachar el avión con la calefacción de la sonda inoperativa siempre que no se previera engelamiento durante el vuelo. Como no se preveían tales condiciones, desactivaron la calefacción de la sonda y el avión se declaró apto para el servicio.
A las 14:23 el avión estaba de nuevo en la pista 36L con autorización para despegar. En la preparación para el despegue los pilotos no desplegaron los flaps ni los slats. Sin estos dispositivos hipersustentadores las alas no pueden generar suficiente sustentación para mantener el aparato en el aire a baja velocidad. El avión tenía un sistema de aviso de configuración al despegue TOWS (Take Off Warning System) que debería haberles alertado de que no estaba correctamente configurado para el despegue. Sin embargo, el aviso no sonó.
A las 14:23:19 los pilotos iniciaron la carrera de despegue y cincuenta segundos más tarde el avión se levantó del suelo tras recorrer casi 2 kilómetros. Cinco segundos después se activó el sistema de aviso de entrada en pérdida y posteriormente el de excesivo ángulo de alabeo. El avión se elevó hasta una altura de 40 pies (12 metros) del suelo. En la grabación de la caja negra se escucha al copiloto que pregunta: «¿Fallo de motor?» y el comandante dice: «Vuela el avión. Me cagüen la mar. Vuélalo». El avión se desvió a la derecha, perdió altitud y se estrelló en las inmediaciones de la pista, partiéndose en varios pedazos que fueron destrozados por la posterior explosión.

## Víctimas

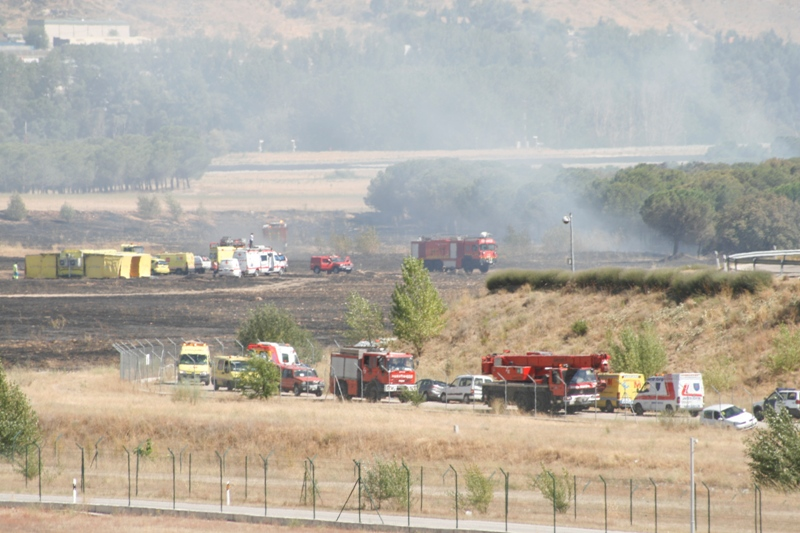
Servicios de emergencias en la zona del accidente

De las 172 personas que viajaban a bordo, 154 murieron en el choque o inmediatamente después en el violento incendio, incluyendo los 6 tripulantes. Entre los fallecidos, 135 eran españoles y 19 eran de otras doce nacionalidades, entre ellas: Alemania, Francia, Mauritania, Turquía, Bulgaria, Gambia, Italia, Indonesia y Brasil. Sobrevivieron al accidente 18 personas aunque con lesiones graves, 16 de ellos de nacionalidad española. La mayoría de los supervivientes iban sentados entre las filas 2 y 9.
Los primeros en llegar a la zona fueron unos empleados del aeropuerto que se encontraban en las proximidades. En la operación de rescate intervinieron cerca de 230 sanitarios, 170 policías, 70 bomberos y alrededor de 45 ambulancias. Se montaron cuatro hospitales de campaña en el lugar del trágico siniestro. Los heridos fueron trasladados a los hospitales de La Paz, Ramón y Cajal, 12 de Octubre e Infanta Sofía. Los cuerpos de los fallecidos fueron trasladados a un tanatorio improvisado que se instaló en el pabellón número seis del recinto ferial de IFEMA.
Ervigio Corral, jefe del equipo de rescate del servicio de emergencias, dijo que el choque lanzó a muchos de los supervivientes a un riachuelo cercano, el Arroyo de la Vega, lo que redujo la gravedad de sus quemaduras. Una mujer de 30 años de doble nacionalidad, británica y española, sobrevivió tras perforación del pulmón y rotura de un brazo aunque sin quemaduras, después de que hubiera salido despedida con el cinturón de seguridad todavía abrochado a su asiento desde la fila 6 hasta el citado arroyo.
Fue el único accidente mortal de Spanair (parte del Grupo SAS) en los 25 años de historia de la compañía, y el 14.º accidente mortal y la 29.ª pérdida de aeronave que involucraba un avión de la serie MD-80. Fue el accidente de aviación en España con más muertos desde el vuelo 11 de Avianca de 1983, en el que murieron 181 personas y 11 resultaron heridas. El accidente de Spanair es el cuarto peor accidente de la historia de la aviación española, por detrás del accidente de Los Rodeos de 1977 (583 fallecidos), el citado vuelo 11 de Avianca de 1983 y el vuelo 275 de Spantax de 1972 (155 fallecidos).

## Reacciones

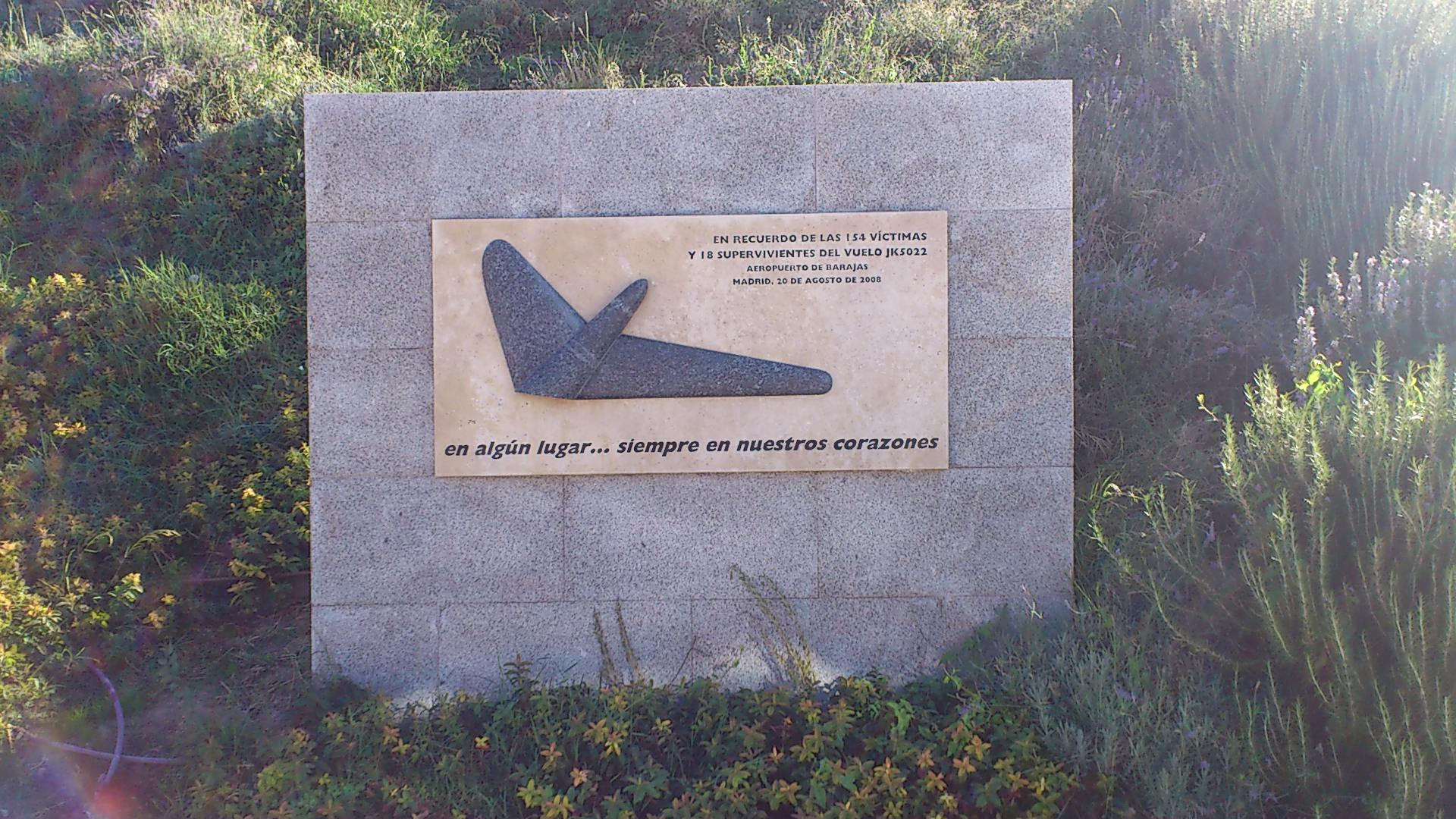
Placa en recuerdo de las víctimas instalada en el parque Juan Carlos I

El presidente del Gobierno, José Luis Rodríguez Zapatero, tras conocer la tragedia, suspendió sus vacaciones en Doñana y se desplazó al aeropuerto para conocer las labores de rescate de las víctimas. Posteriormente se trasladó a IFEMA, donde se reunió con los familiares que estaban reconociendo los cuerpos de los fallecidos. La ministra de Fomento, Magdalena Álvarez, anunció que la comisión de investigación comenzaría a trabajar inmediatamente para esclarecer las causas del accidente. La Familia Real, «consternada» por el accidente, indicó que el rey Juan Carlos I permanecía en contacto con el Gobierno siguiendo la evolución de los hechos. La Comunidad de Madrid y el Ayuntamiento de Madrid establecieron tres días de luto oficial.
Diversos líderes internacionales trasladaron sus condolencias a las autoridades españolas y se solidarizaron con el pueblo español; entre ellos el presidente francés Nicolás Sarkozy, el primer ministro británico Gordon Brown, la canciller alemana Angela Merkel, el presidente portugués Aníbal Cavaco Silva, y el presidente venezolano Hugo Chávez.
Tras el accidente, el aeropuerto de Madrid-Barajas cerró el tráfico aéreo y entró en estado de emergencia. Se reanudaron los vuelos casi dos horas más tarde. Dos días después del accidente, Spanair cambió el código de operación para los vuelos de la misma ruta y hora de despegue a JK5024.
El 11 de septiembre se celebró en la Catedral de la Almudena un funeral por las víctimas oficiado por el cardenal arzobispo de Madrid, Antonio María Rouco Varela, y presidido por los reyes Juan Carlos y Sofía. Unas dos mil personas acudieron a la ceremonia, entre ellas el presidente Zapatero, miembros de su Gobierno y de otros partidos políticos, así como familiares de las víctimas, personal del aeropuerto, de la aerolínea y de emergencias. El 17 de septiembre se celebró otro funeral en la Catedral de Las Palmas de Gran Canaria oficiado por el obispo de Canarias, Francisco Cases Andreu, y presidido por los príncipes de Asturias, Felipe y Letizia.
El 17 de septiembre de 2008, los familiares de las víctimas formaron la Asociación de Afectados del Vuelo JK5022 con el objetivo de esclarecer las causas del accidente, exigir las responsabilidades judiciales correspondientes y defender los derechos de las víctimas y sus familiares. Tras el archivo judicial del caso en 2012, la asociación no quedó satisfecha, y a fecha de 2019 continuaba persiguiendo que se siguiera investigando el accidente.
En agosto de 2009 se instalaron tres placas conmemorativas en diversos lugares del aeropuerto de Barajas: una junto a un olivo plantado para recordar a las víctimas, otra en la planta de facturación de la T2, y la última en el lugar del accidente entre las dos pistas de aterrizaje. En 2010 se instaló una escultura en La Puntilla en Las Palmas de Gran Canaria, obra de Juan Velázquez e Iván Rodríguez, titulada «Luces en el vacío» y formada por un cubo de acero rojo con 154 luces. En 2019, debido a desprendimientos, fue trasladada al mirador de La Caleta. En junio de 2011 se inauguró una placa con la inscripción «En algún lugar... siempre en nuestros corazones» en la rosaleda del parque Juan Carlos I del barrio de Corralejos, en el distrito de Barajas de Madrid. En diciembre de 2011 se inauguró la Plaza de la Memoria 20.08.2008 en la calle Venegas de Las Palmas de Gran Canaria con la instalación de un muro de cristal que incluía los nombres de los pasajeros.

## Investigación de la CIAIAC

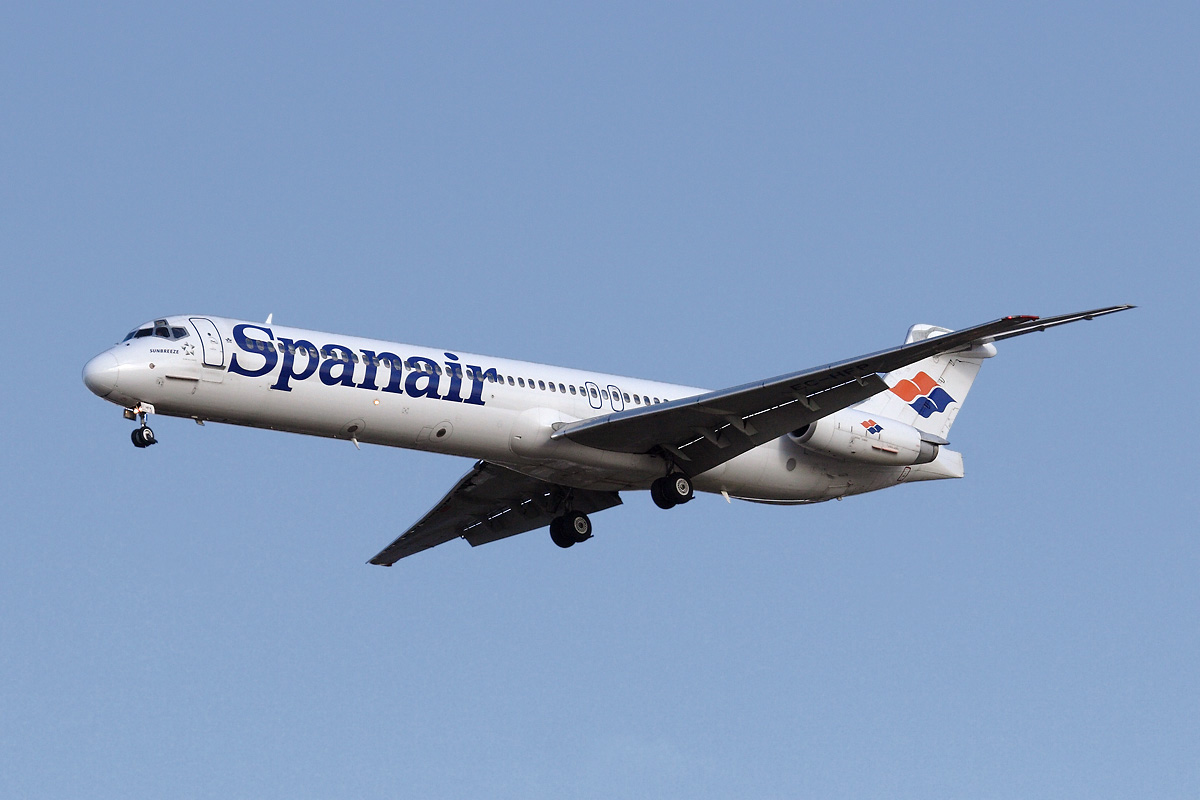
El Sunbreeze en octubre de 2007

El accidente fue investigado por la Comisión de Investigación de Accidentes e Incidentes de Aviación Civil (CIAIAC). Representantes de la National Transportation Safety Board (NTSB) de Estados Unidos, del fabricante de aviones Boeing (como sucesor de McDonnell Douglas, fabricante del avión) y del fabricante del motor Pratt and Whitney ayudaron en la investigación.
La CIAIAC publicó un informe preliminar en octubre de 2008, un informe interino en agosto de 2009, una nota de progreso en agosto de 2010, y el informe final en julio de 2011. El informe final concluye que la causa del accidente fue que la tripulación perdió el control del avión debido a la entrada en pérdida justo después del despegue. Esta situación se produjo porque los pilotos no desplegaron los flaps y slats del avión, tras no seguir correctamente el procedimiento en tres listas de comprobación diferentes. La tripulación no identificó la situación de entrada en pérdida y no la corrigió. El informe señala dos factores contribuyentes: en primer lugar, que la alarma de configuración al despegue TOWS, que les pudo haber advertido, no funcionó (la CIAIAC no pudo determinar fehacientemente la causa de dicho fallo); y en segundo lugar, una incorrecta gestión de los recursos de la tripulación (CRM, Crew Resources Management), que no impidió que se desviaran del procedimiento. Como consecuencia de su investigación, la CIAIAC emitió 33 recomendaciones de seguridad.
La Asociación de Afectados del Vuelo JK5022 se mostró decepcionada por el informe que calificó como parcial por no «entrar a fondo en las causas técnicas». El Sindicato Español de Pilotos de Líneas Aéreas (SEPLA) criticó que el informe final de la CIAIAC estaba «sesgado e incompleto» y «plagado de errores e incongruencias». Dicho sindicato, así como el Colegio Oficial de Pilotos de la Aviación Comercial (COPAC), reclamaron que se reabriera la investigación. En agosto de 2012 el COPAC publicó una revisión del informe de la CIAIAC con el objetivo de «corregir algunos aspectos que dan lugar a una interpretación errónea de sus conclusiones».

### Flaps y slats
Los flaps son unas superficies situadas en las alas del avión, fundamentales para el despegue. En el informe final de la CIAIAC se señala que los valores registrados de deflexión de flaps fueron de 0º, es decir, que no se desplegaron, algo que es causa suficiente para haber provocado el accidente. Además, indica que se activó la vibración de la palanca de control del sistema avisador de pérdida, y en cabina sonaron alternativamente en tres ocasiones la bocina y la voz sintética anunciando la condición de pérdida aerodinámica.
Los pilotos no detectaron el error en la configuración de los flaps y slats porque no siguieron correctamente las listas de comprobación: en la lista «After Start» no configuraron los flaps/slats y no hicieron la comprobación cruzada de su posición y las luces indicadoras; en la lista de taxi volvieron a omitir la comprobación; y, finalmente, en la lista «Take Off Imminent» no realizaron una comprobación real de flaps/slats.
El sistema de aviso de configuración al despegue TOWS, que alerta si la configuración de los flaps y slats no es correcta, no funcionó, por lo que el piloto siguió su curso y comenzó la carrera de despegue con los flaps replegados sin saberlo. Durante todo el recorrido para el despegue no se registró ningún sonido relacionado con el sistema de advertencia de configuración inadecuada para el despegue.

### Sensor de temperatura
La sonda de temperatura de aire de impacto RAT (Ram Air Temperature) es un sistema que mide la temperatura del aire en el exterior del avión y que incorpora un calentador que se activa en vuelo para evitar que se forme hielo. La elevada temperatura medida en dicha sonda hizo que el piloto decidiera regresar a la terminal para que la inspeccionasen antes de su intento de despegue catastrófico. El mecánico desactivó la calefacción del sensor extrayendo el disyuntor Z-29, ya que la lista de equipamiento mínimo MEL (Minimum Equipment List) permitía que estuviera inoperativa, si no se preveía engelamiento. El 22 de agosto, los investigadores entrevistaron al mecánico; y Spanair defendió que la desactivación era un procedimiento aceptado y no estaba relacionada con el accidente.
El informe final de la CIAIAC considera que el personal de mantenimiento hizo un análisis incompleto de la avería, que no permitió localizar el fallo, y que fue incorrecto desactivar la sonda RAT para poder aplicar la MEL y despachar el avión. La lista solamente contemplaba el caso de que la calefacción no funcionase en vuelo, pero no indicaba nada en el caso de que se activase en tierra. No obstante, el informe también señala que la apertura del disyuntor Z-29 no afecta al funcionamiento del TOWS.
En los días anteriores al accidente hubo cinco casos de sobrecalentamiento de la sonda RAT registrados en el registrador de datos de vuelo DFDR (Digital Flight Data Recorder) y en todos ellos el avión despegó con temperatura elevada de dicha sonda. Dos de ellos fueron detectados por la tripulación y anotados en el libro de vuelo de la aeronave (ATLB) tras el aterrizaje.
La investigación concluyó que el mal funcionamiento de la calefacción de la sonda RAT se debió probablemente a un fallo en el relé R2-5 por soldadura de los contactos C2 y C3. No obstante, dicho fallo no afectaría al funcionamiento del sistema TOWS. Según datos del fabricante Boeing, el 80% de los casos de recalentamiento de la sonda RAT estaban relacionados con el relé R2-5 y existían averías de dicho relé relacionadas directamente con fallos del sistema TOWS, por lo que la CIAIAC recomendó que se evaluara la fiabilidad de estos componentes y se establecieran mantenimientos periódicos.

### TOWS

Esquema simplificado de los sistemas relacionados con el relé R2-5

Los aviones de la serie MD-80 disponen de un sistema de advertencia de configuración inadecuada para el despegue TOWS (Take Off Warning System) que avisa a la tripulación cuando se dan condiciones potencialmente inseguras para el despegue relacionadas con flaps/slats, spoilers, estabilizador horizontal y frenos. Este sistema solamente está habilitado cuando el avión está en tierra y se desactiva en vuelo. El TOWS debería haber alertado a los pilotos de que los flaps y slats no estaban en la posición correcta para el despegue, pero no funcionó.
Una posible explicación del fallo del TOWS es que los técnicos hubieran manipulado el disyuntor K-33 para realizar el diagnóstico del relé R2-5 y hubieran olvidado restaurar su posición correcta, quedando por ello accidentalmente desconectado el TOWS. Esto ya había ocurrido anteriormente: en 2007 en Lanzarote un MD-83 despegó también con los flaps retraídos por olvido de los pilotos y no sonó la alarma porque había quedado desconectado el disyuntor K-33 tras un diagnóstico. En ese caso, los pilotos evitaron la tragedia porque se percataron rápidamente del problema y actuaron según el procedimiento: aceleraron ambos motores al máximo y mantuvieron el morro del avión bajo. También les favorecieron las condiciones para el despegue: menor altitud del aeropuerto, menor temperatura del aire, menor carga, motores más potentes y sustancial viento de frente en lugar de ligero viento de cola. La NTSB realizó simulaciones de las posibles condiciones del avión de Spanair. En las pruebas con el disyuntor K-33 abierto, el sistema TOWS no se activó y ascendió la temperatura de la sonda de temperatura RAT. Sin embargo, también falló el sistema de aviso de entrada en pérdida, que sí se activó el día del accidente.
Además de los fallos relacionados con el relé R2-5, el informe señala otros cuatro posibles modos del fallo del TOWS. En primer lugar, un fallo del cableado asociado al relé R2-5. En segundo lugar, un fallo de los microinterruptores de las palancas de empuje de motor. En tercer lugar, un fallo simultáneo de las señales de flaps y slats que llegan al TOWS. Por último, un fallo del sistema general de advertencia de cabina de vuelo CAWS (Central Aural Warning System). La CIAIAC no pudo determinar fehacientemente cuál fue el modo de fallo exacto del TOWS.

### Reversa
Una teoría inicial de las causas del accidente era que el sistema de reversa del motor n.º 2 (lado derecho) se pudiera haber activado durante el ascenso, haciendo que el avión virara bruscamente hacia la derecha. Esta teoría surgió debido a que en los restos del accidente se encontró uno de los motores con el sistema de reversa desplegado. Estos inversores de empuje se emplean normalmente justo después del aterrizaje para reducir las distancias de frenado.
Sin embargo, como el MD-82 tiene los motores instalados en la cola, bastante cerca uno del otro y cerca del eje longitudinal del avión, la activación de un inversor no habría producido un viraje incontrolable. Además, el motor que se encontró con la reversa desplegada era el motor izquierdo. La del motor derecho no estaba desplegada y había sido desactivada en un mantenimiento a la espera de ser reparada. La investigación concluyó que no hubo un comportamiento anómalo en los sistemas de reversa.

### Fuego
Algunos testigos iniciales sugirieron que el avión habría sufrido un incendio o una explosión antes del accidente. Un vídeo de una cámara de seguridad de la autoridad aeroportuaria Aena mostró que no hubo fuego en los motores. Manuel Bautista, director general de la autoridad de aviación de España, llegó a afirmar que el motor no era la causa del accidente, conjeturando que una cadena de acontecimientos combinados era más probable que una única causa. La investigación no encontró evidencias de impactos ni de fuego en vuelo, por lo que la CIAIAC concluyó que los motores funcionaron bien hasta el choque contra el suelo.

## Investigación judicial
En octubre de 2008, a raíz de la publicación del informe preliminar de la CIAIAC, el juez que llevaba las diligencias del accidente creó una comisión de investigación judicial, independiente de la constituida tras el accidente por el Ministerio de Fomento. La comisión judicial quedó formada por dos pilotos, dos ingenieros y dos mecánicos, especializados en los McDonnell Douglas 82. El juez estableció como hipótesis de partida que la causa del accidente fue que no estaban desplegados los flaps y los slats. Además, según el juez, el avión estaría en modo vuelo, deshabilitando así el sistema de alarma de los flaps, algo que los técnicos de mantenimiento no advirtieron. Por esa razón, imputó por homicidio al jefe técnico y a los dos técnicos de Spanair que revisaron el avión antes del vuelo.
En diciembre de 2011, el juez concluyó la investigación del accidente llevando a juicio a los dos técnicos de mantenimiento que revisaron el avión acusados de 154 delitos de homicidio imprudente y 18 delitos de lesiones imprudentes. El juez archivó el procedimiento respecto a los otros tres imputados: el jefe de mantenimiento de Spanair, el jefe de la división de mantenimiento en línea de Spanair y el jefe de la división de calidad de Spanair. En septiembre de 2012, la Audiencia Provincial de Madrid archivó la causa penal contra los dos técnicos de mantenimiento al considerar que la responsabilidad final del accidente fue de los pilotos.

## Investigación del Congreso
En abril de 2018 el Congreso de los Diputados de la XII legislatura creó una comisión de investigación sobre el accidente, presidida por la diputada canaria de Unidas Podemos, Meri Pita. En febrero de 2019 la comisión acabó sin conclusiones debido a la disolución de las Cortes Generales y la celebración de elecciones. En abril de 2020 el Congreso de la XIV legislatura aprobó reabrir la comisión de investigación, que se constituyó en diciembre de 2020. Comparecieron en la comisión cuarenta y ocho personas, entre ellas la ministra de Fomento en el momento del accidente, Magdalena Álvarez, el presidente de la CIAIAC, Manuel Hita, y el presidente de Boeing España, Pedro Argüelles.
El 22 de abril de 2021 la comisión aprobó el dictamen que concluyó que el accidente se debió a un fallo sistémico responsabilidad de cargos del Ministerio de Fomento, la Dirección General de Aviación Civil (DGAC), Aena y la Comisión de Investigación de Accidentes e Incidentes de Aviación Civil (CIAIAC). También indicó que Spanair tenía dificultades económicas y que el avión accidentado había recibido la prórroga del certificado de aeronavegabilidad sin ser inspeccionado. La comisión apuntó que los técnicos de mantenimiento solucionaron la avería sin averiguar su origen y que los pilotos no comprobaron correctamente el sistema de despegue presionados por el compromiso de puntualidad y el ERE presentado por la empresa días antes. Finalmente, señaló a Boeing por no poder o no querer acreditar las causas del fallo del TOWS, ocurrido hasta 72 veces en otros aviones. Como consecuencia de su investigación, la comisión emitió 13 recomendaciones.
El 13 de mayo el pleno del Congreso de los Diputados aprobó el dictamen con 219 votos a favor (PP, Vox, Unidas Podemos, ERC, Cs y EH Bildu), 121 votos en contra (PSOE) y 6 abstenciones (PNV). Los socialistas votaron en contra porque consideraban que una comisión parlamentaria no podía señalar responsabilidades jurídicas. La Asociación de Afectados del Vuelo JK5022 y el Colegio Oficial de Pilotos de la Aviación Comercial (COPAC) valoraron positivamente las conclusiones de la comisión.

## En los medios
- En 2010, el canal de televisión privada Telecinco produjo y emitió una miniserie de dos capítulos con el título Vuelo IL8714 que pretendía reflejar este accidente. Fue recibida con gran oposición por las familias afectadas.[88] La emisión obtuvo un 11% de cuota de pantalla y fue vista por 1 755 000 espectadores.[89]
- El accidente es presentado en el séptimo episodio de la decimoquinta temporada del programa de televisión canadiense Mayday: catástrofes aéreas, titulado en Hispanoamérica «Retraso mortal» y en España «Tragedia en Barajas».[90] El accidente es reexaminado en un episodio de una temporada compilatoria posterior, titulado «Tres tragedias».
- En 2012, la Asociación de Afectados del Vuelo JK5022 estrenó el documental JK 5022: Una cadena de errores dirigido por Ione Hernández, en el que se cuestiona la investigación del accidente realizada por la Comisión de Investigación de Accidentes e Incidentes de Aviación Civil (CIAIAC), mediante una serie de entrevistas a especialistas y testigos del accidente.[91]
- En 2017 se estrenó el documental El último vuelo del Sunbreeze dirigido por José Luis Capel, que cuestiona la decisión de la Audiencia Provincial de Madrid de culpabilizar únicamente a los pilotos del accidente y analiza el despliegue del plan de emergencias, que considera caótico y negligente.[92]
- En 2023, Movistar+ estrenó Vuelo JK5022: La tragedia de Spanair, una miniserie documental de tres episodios producida por Secuoya Studios y dirigida por Alberto Puerta, con guion de Jorge Bartolomé. La serie incluye testimonios inéditos de pasajeros, personal del aeropuerto y equipos de emergencias, ofreciendo una nueva perspectiva sobre el accidente.[93]